# Glashaus (Holle)

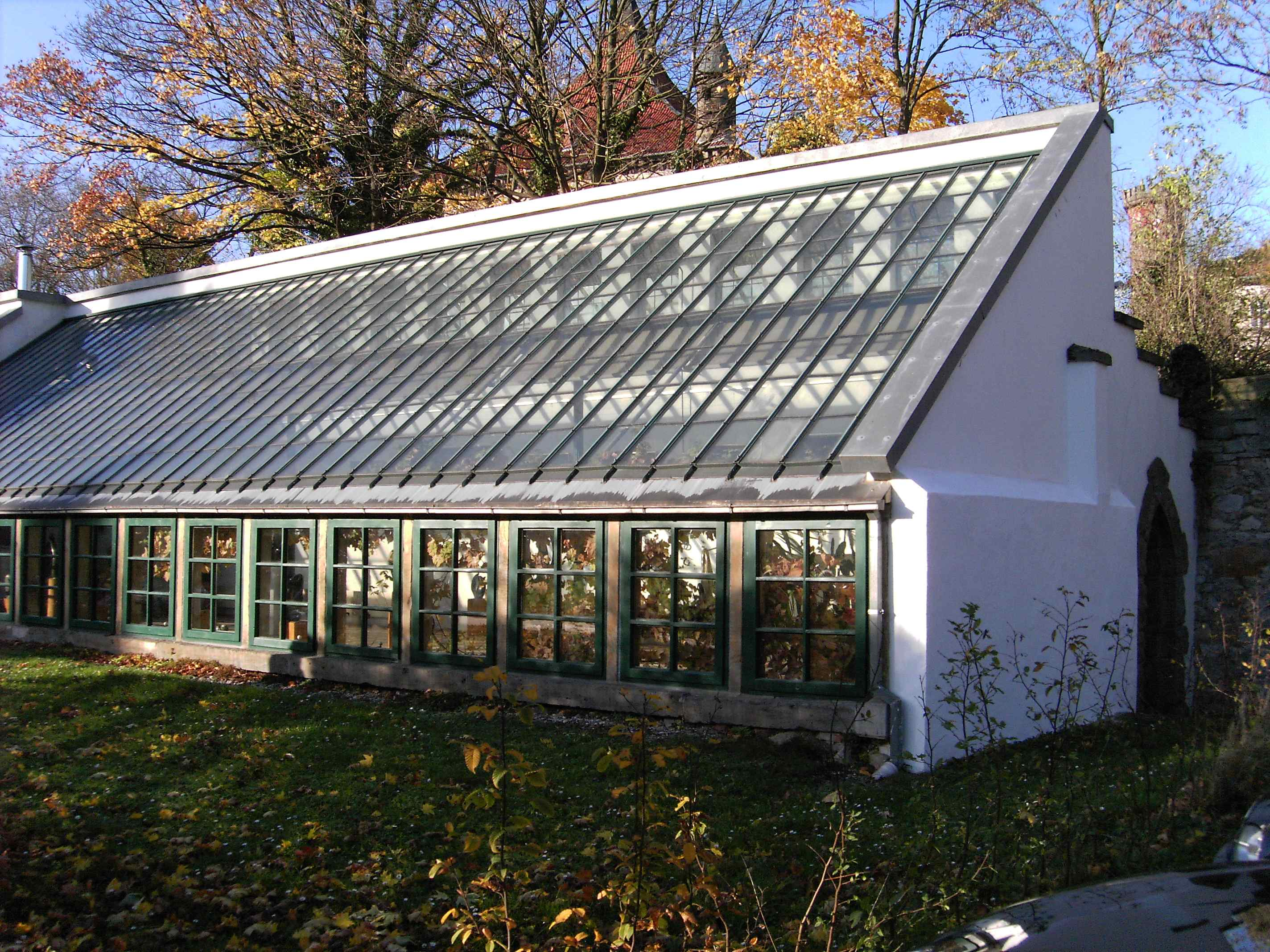
Das Glashaus

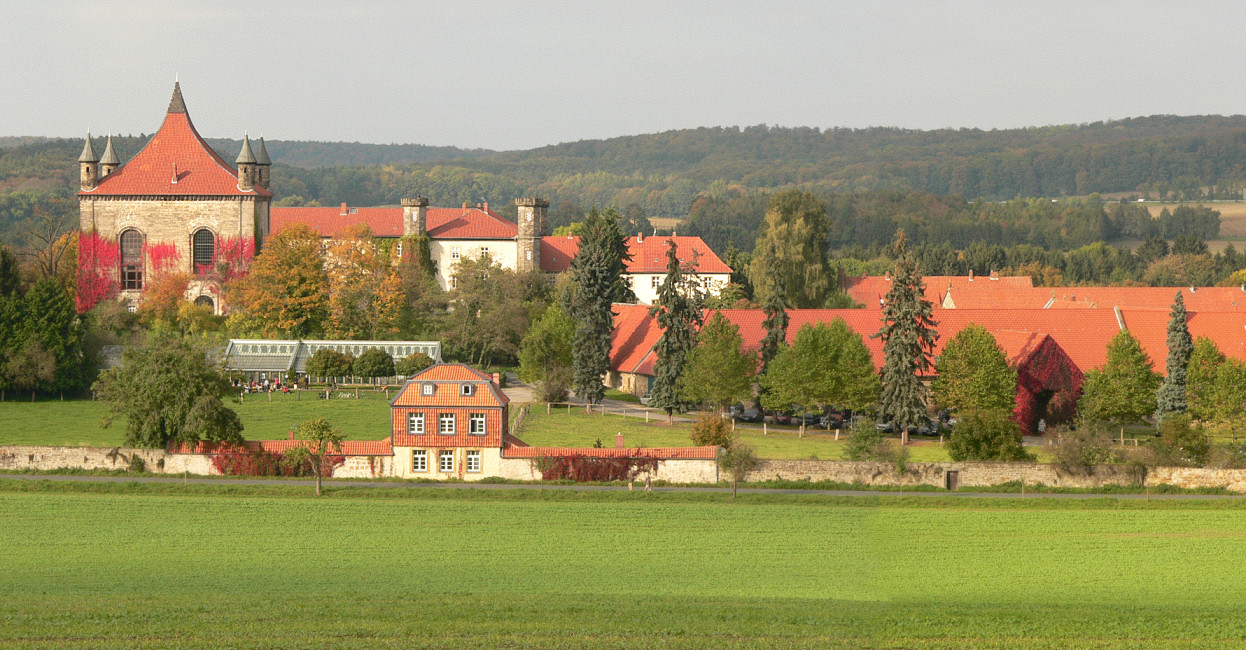
Schloss Derneburg, davor das Glashaus

Das Glashaus ist ein ehemaliges Gewächshaus in Derneburg, einem Ortsteil der Gemeinde Holle im Landkreis Hildesheim in Niedersachsen. Es gehörte ursprünglich zum Schloss Derneburg und wurde 1988 durch Umbau in einen kulturellen Veranstaltungsort sowie ein Ausflugslokal umgewandelt.
Im Glashaus finden zahlreiche Kunstausstellungen, Konzerte, Lesungen, Theaterveranstaltungen und die verschiedensten Kulturfestivals statt.

## Geschichte
Die Geschichte des Glashauses ist eng mit dem „Laves-Kulturpfad“ in Derneburg verknüpft. Bis 1988 waren die einst gepflegten Parkanlagen des Schlosses verwahrlost, das unmittelbar am Schloss liegende Glashaus war von einer dicken Schicht Knöterich überwuchert. Lediglich das Schlossgebäude, welches der Künstler Georg Baselitz 1975 vom letzten Schlossbesitzer (Grafen zu Münster) übernommen hatte, befand sich in gutem Zustand.
1988 profitierte die Gemeinde Holle vom 200. Geburtstag des Architekten Georg Ludwig Friedrich Laves. Er hatte das Schloss und mehrere historische Bauwerke in Schlossnähe entworfen, wie den Teetempel, die Laves-Brücke und das Mausoleum des Grafen Ernst zu Münster. Die Einrichtungen wurden wie alle seine noch erhaltenen Bauwerke restauriert, darunter auch das Glashaus. Ein Nutzungskonzept für die Anlagen hatte die Hildesheimer Universität erarbeitet. Es sah die Verbindung von historischer und zeitgenössischer Kultur in Derneburg vor. Darin waren der „Laves – Kulturpfad“ als geschichtlicher Lehrpfad und das Glashaus als Kultur- und Veranstaltungszentrum vorgesehen. Die Restaurierungen von Mausoleum und Glashaus kosteten etwa 1,5 Millionen DM und wurden mit mehr als 90 % aus Zuschüssen seitens des Landes Niedersachsen, vom Landkreis Hildesheim, dem Landschaftsverband Hildesheim und der Kreissparkasse Hildesheim finanziert.
Im Glashaus befindet sich eine historische Dauerausstellung, die über die geschichtlichen Hintergründe des Schlosses Derneburg informiert. Das Kulturprogramm des Glashauses umfasst jährlich zirka 50 Veranstaltungen, darunter Ausstellungen, Konzerte, Theater und Kabarett, Kindertheater, Lesungen, Vorträge und die Festivals. Die Räumlichkeiten können auch für private Feiern genutzt werden. Jährlich kommen etwa 20.000 Besucher nach Derneburg, um die historischen Stätten rund um das Schloss zu besuchen.
Das Glashaus wurde 2021 geschlossen und renoviert. Im April 2022 wurde das Café im Glashaus Derneburg wieder eröffnet.

## Veranstaltungen seit 1988
Auszugsweise:
| - Bolivien-Wochen - 150 Jahre Fotografie - Mexikowochen - Finnische Kulturwochen - Deutsch-Türkisches Kulturfestival - Afrikanisches Kulturfestival - Mozart-Wochen - Kultur und Musik aus El Salvador - „Frauen im Glashaus“ | - Europäisches Mime- und Körpertheaterfestival - Internationales Festival der keltischen Harfe - Festival des Figurentheaters - Italienischer Kulturmonat - Brasilianische Musikwochen - Indischer Kulturmonat - Tiber-Woche - Weltmusik - Raum und Stille |